# Веселе (Барвінківська міська громада)
Весе́ле — село в Україні, у Барвінківській міській громаді Ізюмського району Харківської області. Населення становить 214 осіб. До 2020 орган місцевого самоврядування — Гусарівська сільська рада.
Село постраждало внаслідок геноциду українського народу, проведеного урядом СССР в 1932—1933 роках, кількість встановлених жертв — 86 людей.

## Географія
Село Веселе знаходиться на лівому березі річки Сухий Торець. На протилежному березі на відстані 1 км знаходиться місто Барвінкове і залізнична станція Надеждівка. На відстані 1 км від села знаходяться села Маяк і Нікополь.

## Історія
12 червня 2020 року, відповідно до Розпорядження Кабінету Міністрів України  № 725-р «Про визначення адміністративних центрів та затвердження територій територіальних громад Харківської області», увійшло до складу Барвінківської міської територіальної громади.
19 липня 2020 року, в результаті адміністративно-територіальної реформи та ліквідації Барвінківського району, село увійшло до складу Ізюмського району.

## Економіка
- В селі є молочно-товарна ферма.
- Невеликий піщаний кар'єр.

## Культура
- Клуб